# Вітковиці (Шамотульський повіт)
Вітковиці (пол. Witkowice) — село в Польщі, у гміні Казьмеж Шамотульського повіту Великопольського воєводства.
Населення — 205 осіб (2011).
У 1975-1998 роках село належало до Познанського воєводства.

## Демографія
Демографічна структура станом на 31 березня 2011 року:
|          | Загалом | Допрацездатний вік | Працездатний вік | Постпрацездатний вік |
| -------- | ------- | ------------------ | ---------------- | -------------------- |
| Чоловіки | 98      | 14                 | 76               | 8                    |
| Жінки    | 107     | 31                 | 56               | 20                   |
| Разом    | 205     | 45                 | 132              | 28                   |